# Hypoestes multispicata
Hypoestes multispicata är en akantusväxtart som beskrevs av Raymond Benoist. Hypoestes multispicata ingår i släktet Hypoestes och familjen akantusväxter. Inga underarter finns listade i Catalogue of Life.